# Peruvia-Naturschutzgebiet
Das Peruvia-Naturschutzgebiet liegt in Suriname, im Distrikt Coronie, vor der Coppename-Mündung im Süßwasserteil der Küste.  
Das Reservat wurde 1986 gegründet und umfasst ein Areal von circa 310  km². In dem Schutzgebiet befinden sich eine große Anzahl von Mauritia-Palmen und Sandbüchsenbaum-Wäldern; hier haben Gelbbrustaras ihre Brut- und Schlafplätze. 